# Feria de Abril

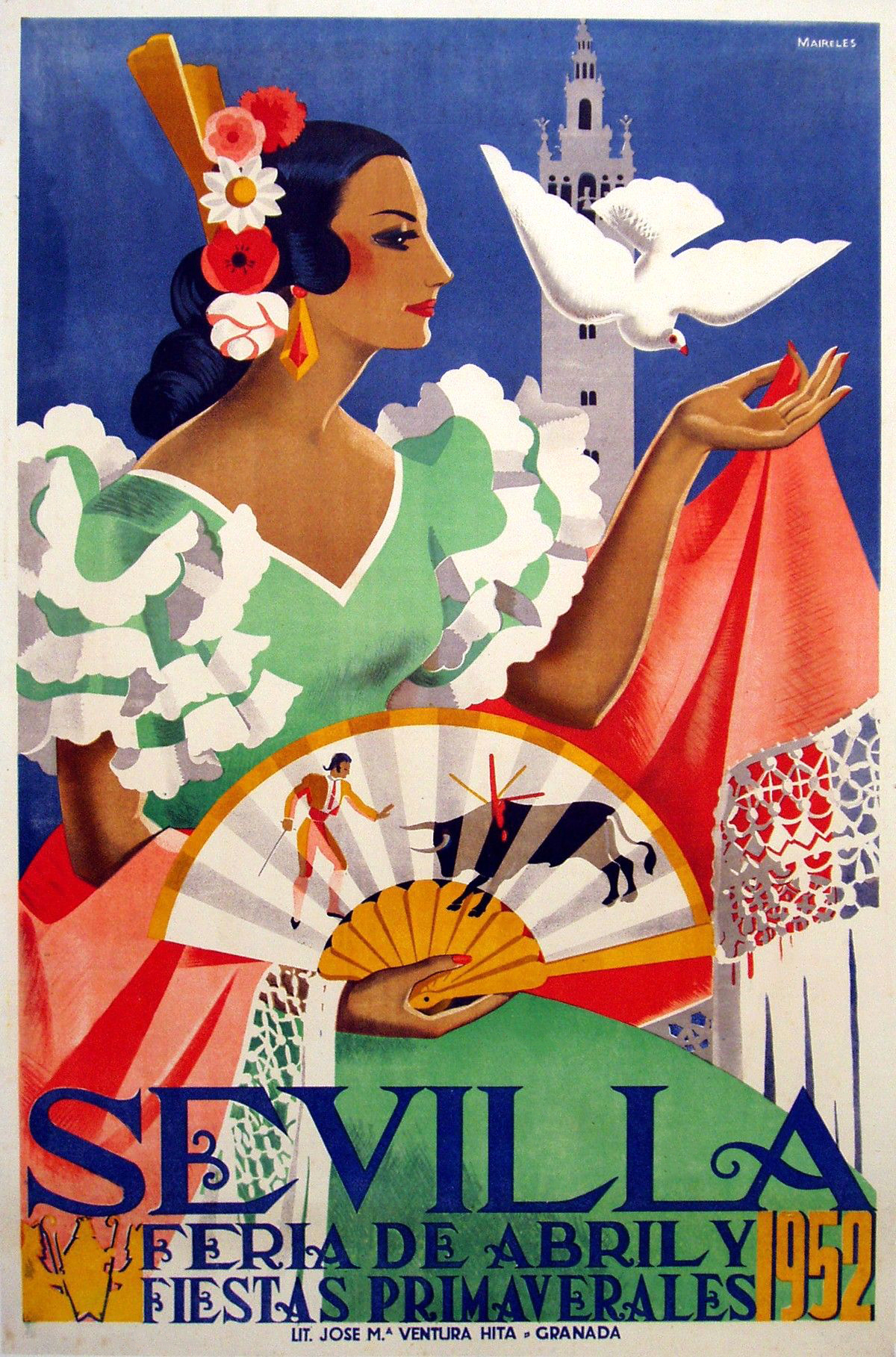
Cartel de la Feria de 1952

La Feria de Abril o Feria de Sevilla es una fiesta de primavera que se celebra anualmente en la ciudad de Sevilla (Comunidad autónoma de Andalucía, España), donde el público se reúne en un gran recinto denominado Real de la Feria, con calles engalanadas con farolillos y con casetas efímeras, por las que durante el día circulan jinetes y coches de caballo y por las que pasan diariamente aproximadamente 500 000 visitantes. Se celebra una o dos semanas después de la Semana Santa y coincide con las corridas de toros en la plaza de la Maestranza. Tiene un gran impacto económico y social en la ciudad y está declarada Fiesta de Interés Turístico Internacional.

## Etimología
La palabra «feria» es latina, feria, feriae, era usada en plural feriae, feriarum. Los romanos la citaban para señalar fiestas y días de descanso, pero no era descanso referente del trabajo, sino de todo acto civil para dedicarse al culto religioso (vacare diis) y festejos que se celebraban.
Por otra parte, la denominación «Real» del recinto de la Feria proviene de ser una fundación por decreto real de la reina Isabel II en 1847. Desde la Edad Media era común que el permiso de feria fuera otorgado por los reyes, por eso era común el término "real" para denominar al recinto donde se celebraba

## Historia de los primeros mercados y ferias

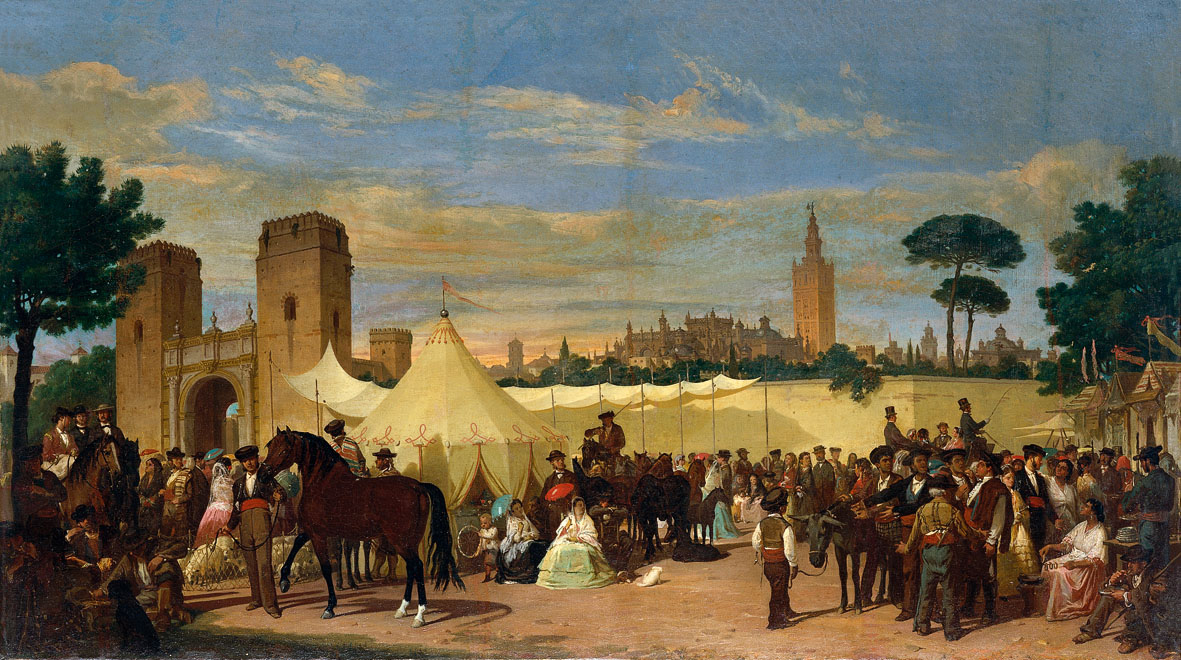
La Feria de Sevilla. Joaquín Domínguez Bécquer. 1867

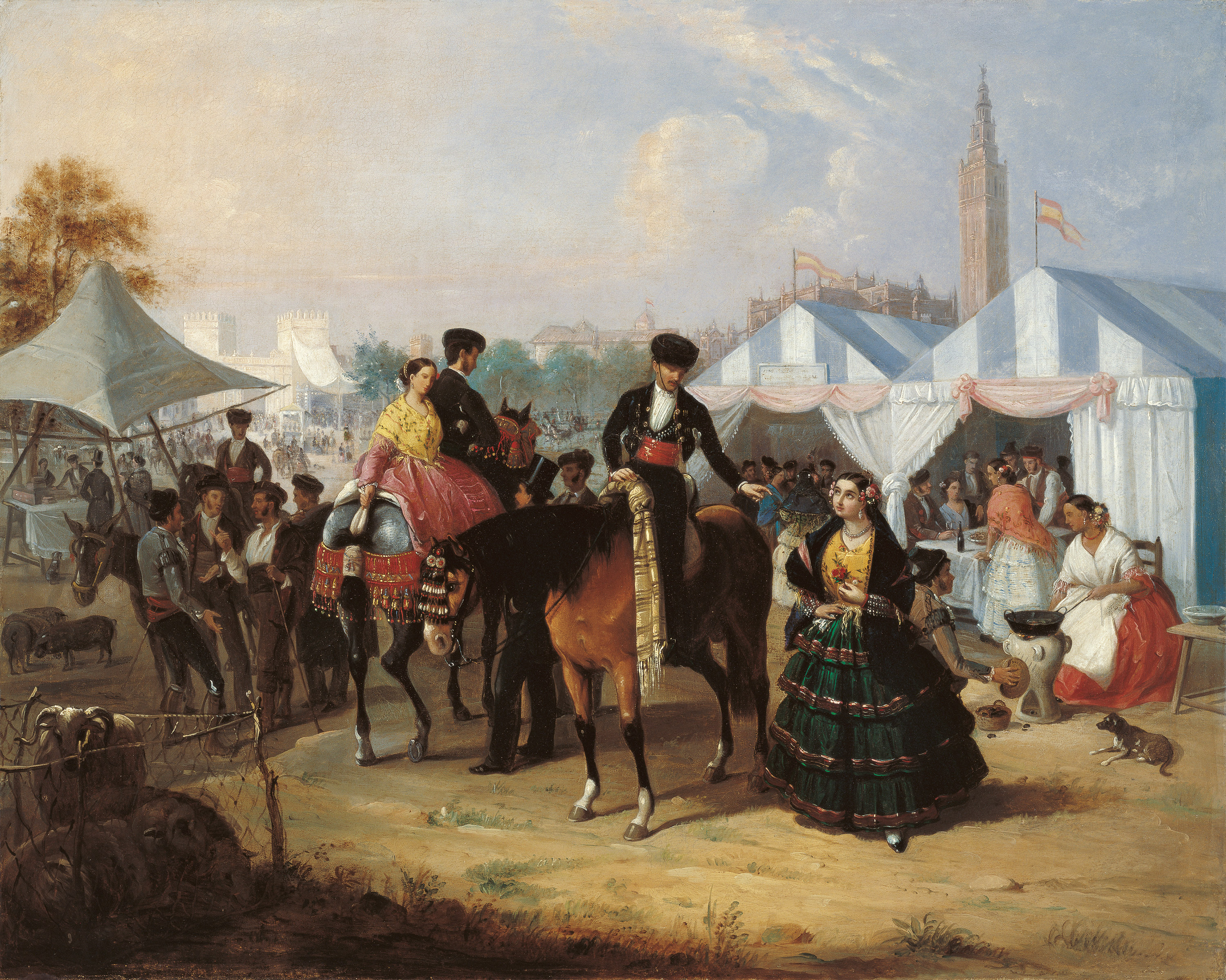
En la Feria de Sevilla, obra de Manuel Cabral Aguado-Bejarano (1855), conservada en el Museo Carmen Thyssen Málaga.

En la Baja Edad Media europea se hicieron numerosos los mercados y, con el fin de que estos pudiesen desarrollarse debidamente, hubo de hacerse un código de respeto conocido como paz de mercado, otro de paz de la feria y del camino y un tercero de franquicias o privilegios.
Una de las primeras ferias documentalmente conocida es la de Valladolid de 1152, creada por Alfonso VII. Hay unas cuantas más iniciadas en el mismo siglo (Sahagún, Palencia, Madrid, Cuenca, Cáceres, etc.).
Como las ferias eran frecuentadas por mercaderes del exterior trayendo sus propias mercancías, se vieron en la situación de poner puertos de control estratégicos para transporte de mercancía y cobro de impuestos (aduanas). En Andalucía fueron los de Huelva, Cádiz, Vejer, Sevilla y Jerez los que se crearon.
Al igual que en otras localidades españolas, Alfonso X constituyó en Sevilla el 18 de marzo de 1254 dos ferias mercantiles al año, una en abril y otra por la fecha de San Miguel (en septiembre). En 1263, Sancho IV confirmó este derecho.
Finalmente, la actual Feria de Abril se instauró el 25 de agosto de 1846 y en 2001 y 2002 se recuperó la Feria de San Miguel, con una duración de un par de días, en parte de la extensión del Real de la feria. En 2003 se celebró en el palacio de congresos Fibes de Sevilla y en 2017 se celebró en el Muelle de la Sal del barrio del Arenal con el nombre de Velá de San Miguel.
Juan II instituyó la Feria de Mairena del Alcor, provincia de Sevilla, por concesión a Pedro Ponce de León, señor de Mairena. Se celebró por primera vez en 1441. Esta feria ha subsistido a lo largo de los siglos.

## Historia

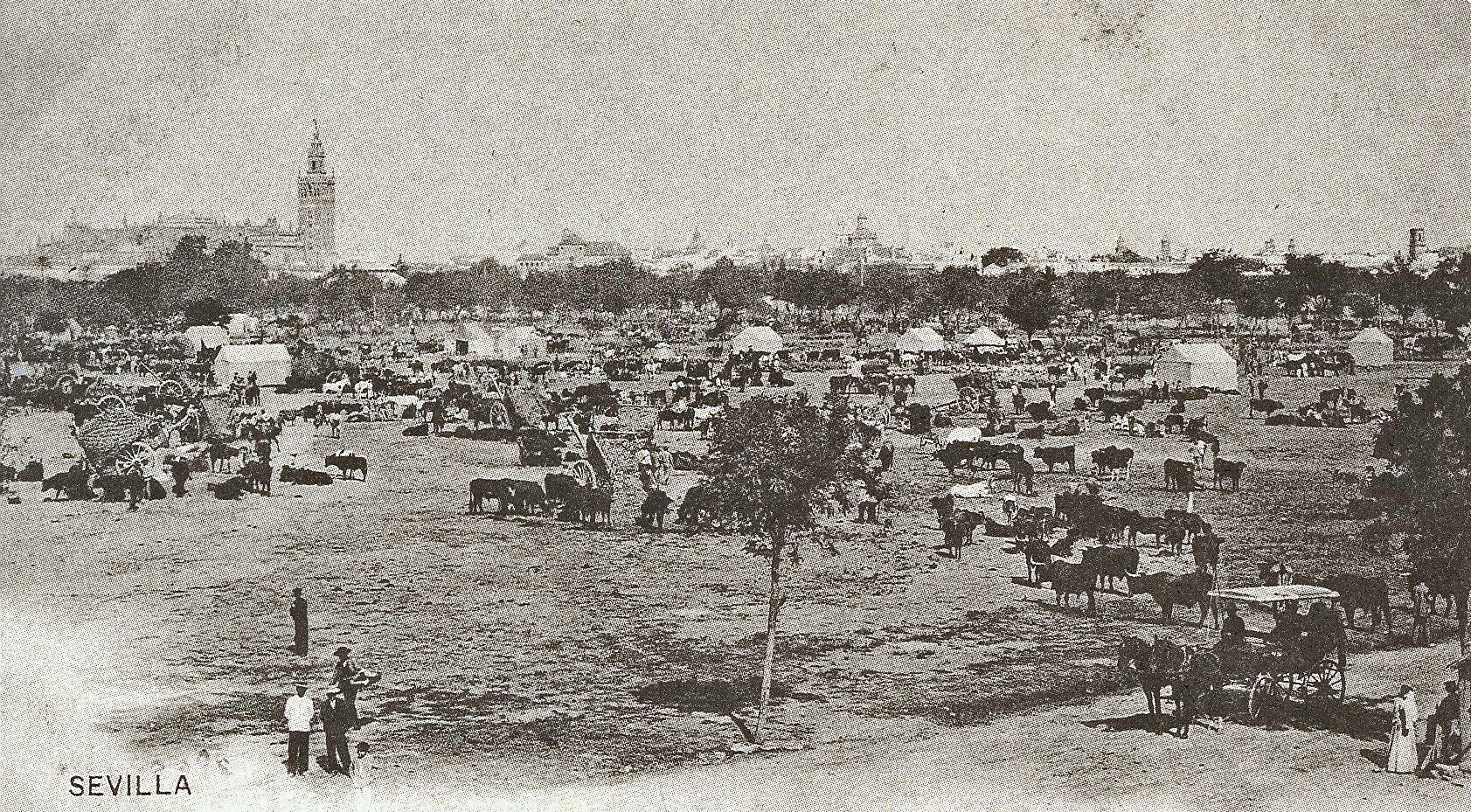
Vista de la antigua feria de ganado en el Prado San Sebastián, en 1895

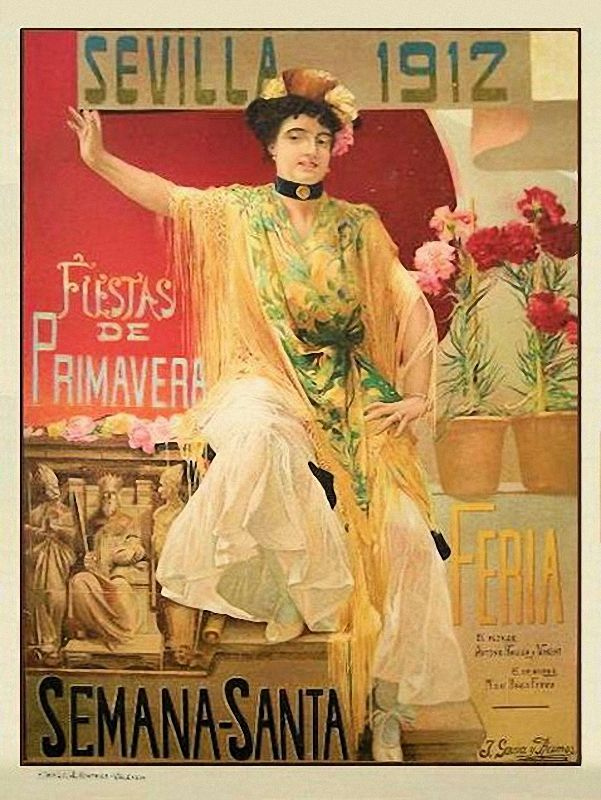
Cartel anunciador de las Fiestas de Primavera de Sevilla de 1912. Autor: José García Ramos

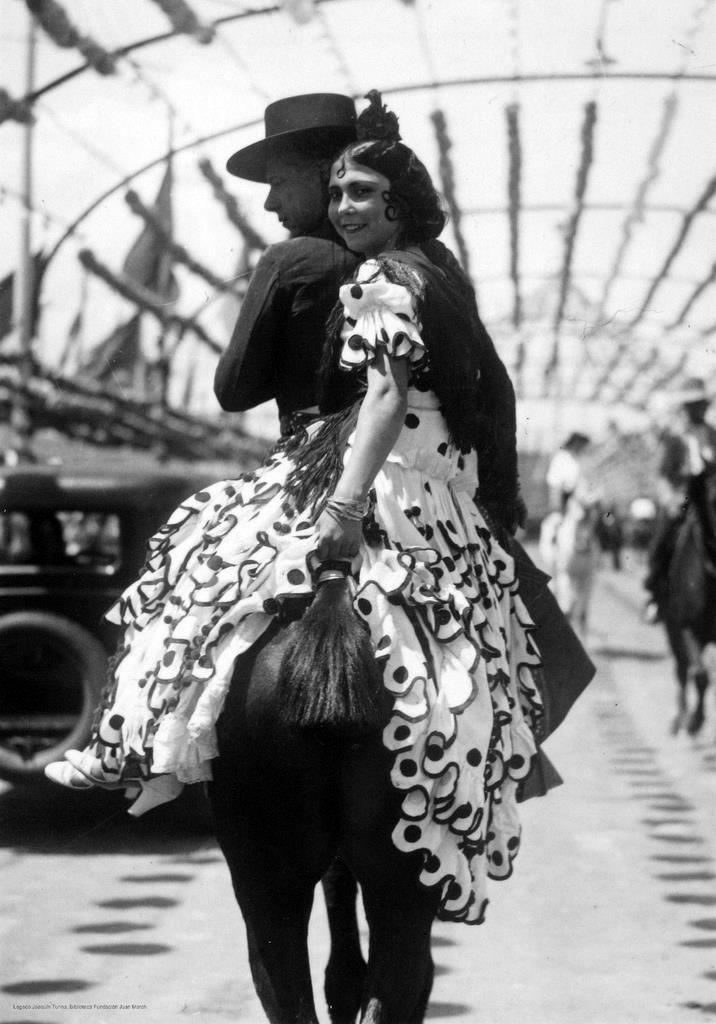
Caballistas en la Feria de abril de 1935

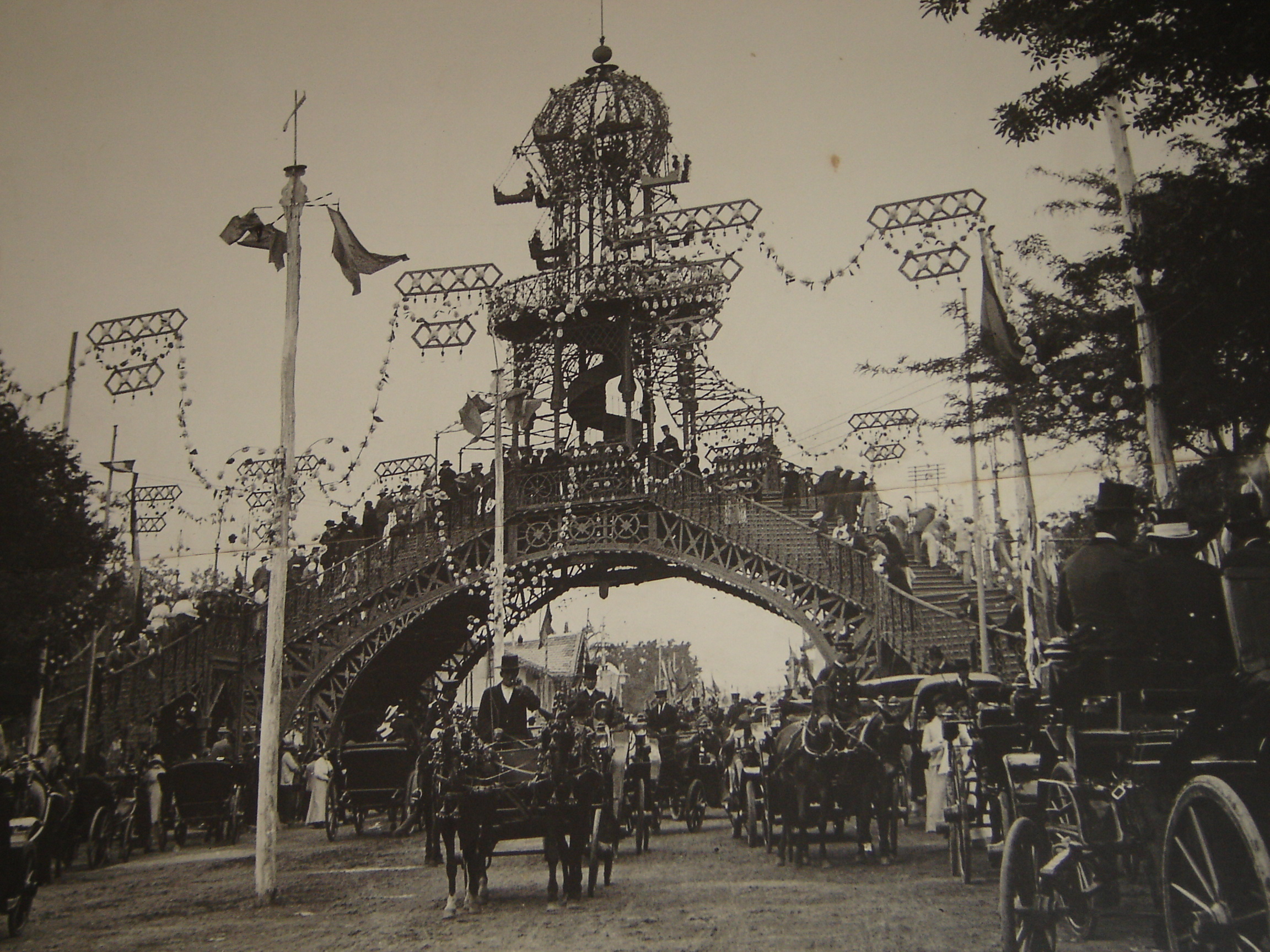
La Pasarela, que fue la portada de la feria desde 1896 a 1921

Los orígenes de la Feria de Abril se encuentran en el 25 de agosto de 1846 cuando dos concejales, Narciso Bonaplata (catalán) y José María de Ybarra (vasco), empresarios asentados en la ciudad, inspirados en las ya dos ferias sevillanas de Mairena del Alcor y Sanlúcar la mayor, redactaron una propuesta que llevaron al Ayuntamiento pidiendo la celebración de una feria agrícola y ganadera. El 15 de septiembre de 1846, el Ayuntamiento de Sevilla, siendo alcalde Alejandro Aguado, conde de Montelirios, fijó la feria los días 18, 19 y 20 de abril, con el objetivo de que fuese un día posterior a la Feria de Carmona y que fuese sucedida por la Feria de Mairena del Alcor. La feria fue autorizada el 5 de marzo de 1847 con un decreto de Isabel II. La primera Feria se inauguró el domingo 18 de abril de 1847 en el Prado de San Sebastián, con 19 casetas y supuso un éxito de público. Ya al siguiente año los comerciantes solicitaban al ayuntamiento una mayor presencia policial porque “los sevillanos y sevillanas, con sus cantes y bailes, dificultaban la realización de los tratos” Este origen como fundación real provoca que el recinto se conozca como Real de la Feria.
Desde su creación, la feria tuvo un marcado carácter mercantil ganadero y agrícola. Los comerciantes llegaban al evento con su ganado y lo dejaba en distintas zonas según el año: la dehesa de Tablada, la finca de la Isabela o el prado de Santa Justa. La feria-mercado se celebraba en el Prado de San Sebastián.
En 1849 se pusieron caminos en el recinto del mercado. Al principio la feria mostraba un ambiente campestre, pero con el crecimiento de la ciudad fue adquiriendo un cariz más urbano por parte de sus visitantes. En 1850 se expidieron licencias para decenas de puestos que servirían de tabernas y quioscos de aperitivos. En 1858 la feria ya contaba con 119 casetas desde la calle San Fernando hasta la Enramadilla y desde la puerta de San Fernando hasta la puerta de la Carne había puestos de aperitivos y juguetes. En 1859 la feria ya destinaba más espacio a la fiesta que al mercado. Durante la segunda mitad del siglo XIX hubo diversas exposiciones y ferias comerciales locales que le restaron exclusividad mercantil a la Feria de Abril. Por ello, a partir de comienzos del siglo XX la feria fue centrándose en el festejo. A mediados del siglo XX tuvo más afluencia de ganaderos una exposición con un concurso de ganado selecto. Entre 1947 y 1956 la feria pasó a ser un festejo sin componente mercantil.
Al norte del Prado de San Sebastián se encontraba la puerta de San Fernando de la antigua muralla. En 1859 se engalanó durante el festejo. Fue derribada en 1869.
El primer cartel de la feria fue realizado en 1890 por el pintor García Ramos, que donó al Ayuntamiento.
Entre 1896 y 1921 se colocó la Pasarela, una estructura de hierro situada al comienzo de la avenida de casetas, al final de la calle San Fernando. En 1906 se instalaron en ella focos eléctricos. A partir de entonces comenzó a instalarse anualmente una portada de entrada a la feria. La primera portada de gran envergadura se colocó en 1949. Desde entonces, se han levantado grandes portadas con temas cambiantes y que durante la noche se ilumina.
El recinto ferial se trasladó en 1973 desde el Prado de San Sebastián a una parcela de 64 000 metros cuadrados en el barrio de Los Remedios. Esta mudanza posibilitó ampliar el número de casetas hasta 630. En la actualidad, el terreno ha sido ampliado hasta los 275 000 metros cuadrados y alberga más de mil casetas.
Durante un tiempo el Ayuntamiento especuló con trasladar la feria a la zona de la Vega de Triana, pero el espacio disponible no lo permite.

## Fecha de celebración
La feria se celebró desde 1847 con una duración de tres días. En 1913 el Ayuntamiento aumentó la duración a cuatro días y, en 1952, se estableció en seis.
Tradicionalmente, ha habido al menos una semana de separación entre la Semana Santa y la Feria de Sevilla, provocando en algunos casos excepcionales que se celebrase total o parcialmente en mayo. En 1943, la feria empezó el 29 de abril y terminó el 2 de mayo. En 1962 se celebró del 1 al 6 de mayo. En 1973 el alumbrao tuvo lugar a las 9 de la noche del 30 de abril para que pudiera coincidir la feria unas horas con ese mes. En 1984 la feria comenzó el 29 de abril.
La Ordenanza Municipal de la Feria de Abril, aprobada por el Ayuntamiento de Sevilla el 25 de noviembre de 2011 y modificada en sesión plenaria de 28 de octubre de 2016, en su «Título I, artículo 1. De la fecha de celebración de la Feria», establece:

Artículo 1. Fecha de celebración de la Feria.

1. La Feria de Abril de Sevilla se celebra cada año desde el segundo domingo posterior a la Semana Santa hasta el sábado siguiente, ambos inclusive.
2. En aquellos casos en los que el cumplimiento de esta norma obligara a celebrar la Feria de Abril íntegramente en el mes de mayo, se adelantará su celebración una semana, comenzando, por tanto, el primer domingo posterior a la Semana Santa.

3. En los supuestos en que fuera imposible el cumplimiento de lo dispuesto en los preceptos anteriores, se faculta a la Junta de Gobierno de la Ciudad de Sevilla para que acuerde la fecha de celebración de la Feria de Sevilla en el caso concreto.

Es decir, se procura que haya dos semanas de separación con Semana Santa, salvo si esto provoca que la feria empiece en mayo, en cuyo caso solo habría una semana de separación. En octubre de 2016, se aprobó por el pleno ordinario del Ayuntamiento de Sevilla una modificación de la ordenanza municipal que regula esta celebración para ampliar su duración un día por lo que a partir de 2017 comenzó el domingo, con el alumbrado a las cero horas de ese día, y concluía el sábado siguiente. Con esa modificación, el calendario de la fiesta ganó dos días en su inicio y perdía uno en su final.
Con el cambio del equipo de gobierno en el Ayuntamiento, el pleno municipal, tras la celebración de una consulta popular, aprobó volver a partir de 2025 al modelo anterior a 2017, es decir de lunes de 'pescaíto' hasta el domingo, con lo que la duración volvió a ser de 6 días.

## Las casetas

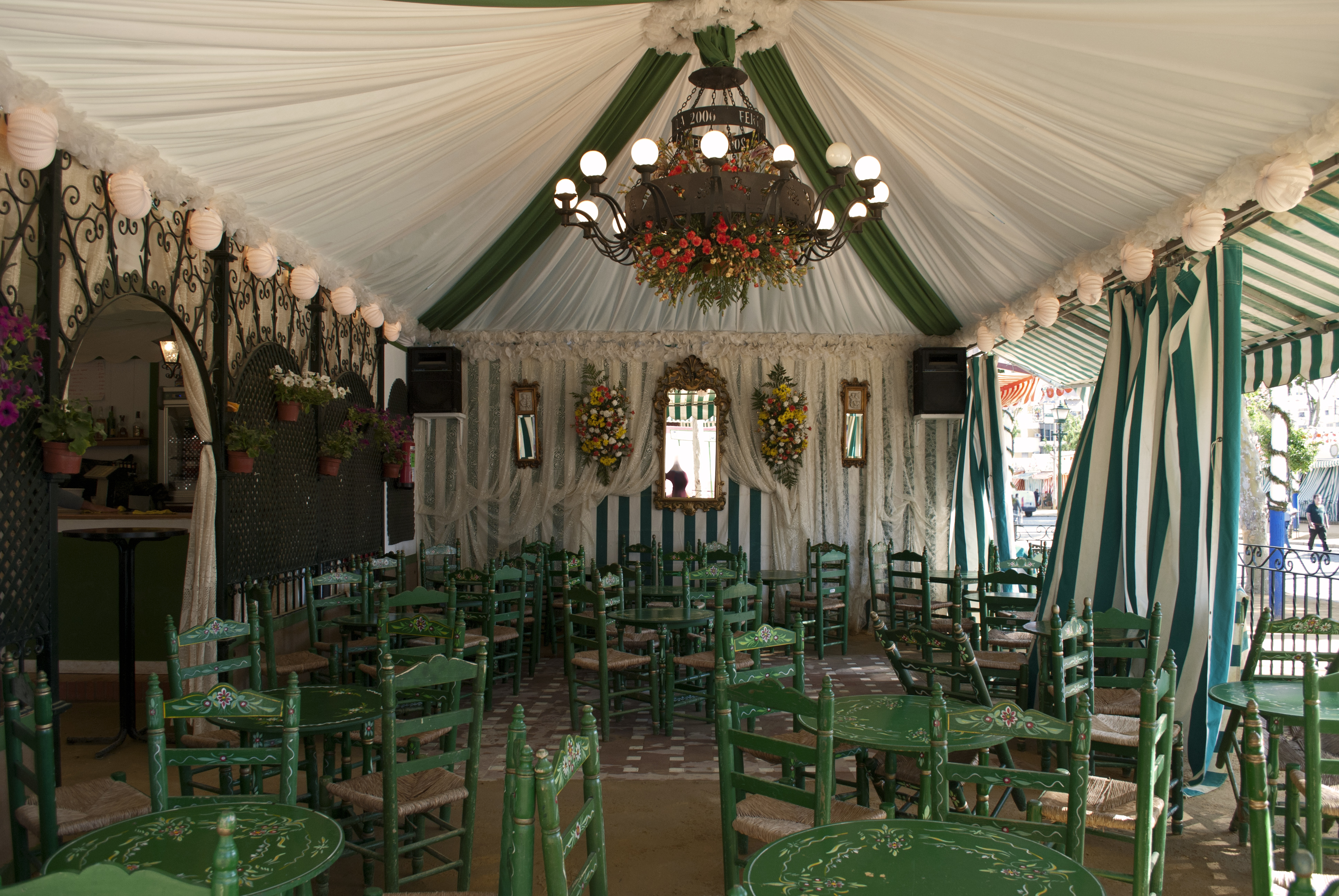
Interior de una caseta de Feria a primeras horas de la mañana

En los primeros tiempos de la feria, al estar relacionada con la venta de ganado, lo que se calificaba de caseta era el equivalente a un establo. En la correspondiente al año 1849 el Ayuntamiento montó la primera caseta tal como se entiende el término ahora. Su estilo era el de una tienda de campaña, con la intención de vigilar y mantener el orden público, que cambió al poco tiempo debido al ambiente festivo que allí existía. En 1850 se colocaron otras casetas con diversos elementos de ocio, alimenticios y otras utilidades.
Con el transcurso de los años, familias y algunas instituciones quisieron disfrutar más tiempo de ese espacio que se aventuraba anual, eso hizo que el número de casetas fuese en aumento, cada cual la adornaba a su antojo quedando todo muy pintoresco, adquiriendo formas morunas, circulares, militares... Fue en el año 1919 cuando se consiguió cierta uniformidad en el estilo, basándose en un diseño realizado por el pintor Gustavo Bacarisas. La uniformidad total se consiguió en el año 1983 cuando se establecieron normas para el montaje.
La estructura y montaje de las casetas está regulada por el Título IV de la Ordenanza Municipal de la Feria de Abril. El módulo tiene una anchura de 4 metros y una profundidad de entre 6 y 8. El frontón de la caseta recibe el nombre de pañoleta y debe estar hecho de madera. La mayoría de las casetas solo tienen un módulo aunque, si hubiera más de uno, podrían colocarse varias pañoletas o una que abarcara a todos. Las lonas de la caseta deben ser listadas de rojo y blanco o verde y blanco.
Los toldos empleados en la cubrición deben ser de lona o cualquier otro material con grado máximo de reacción al fuego M2 certificado recogida por la Norma Básica de la Edificación CPI/96. La parte exterior debe contar con una barandilla de metal o madera de color verde y que no supere la altura de 1,50 metros y que deje una anchura mínima de paso de 1,20 metros.

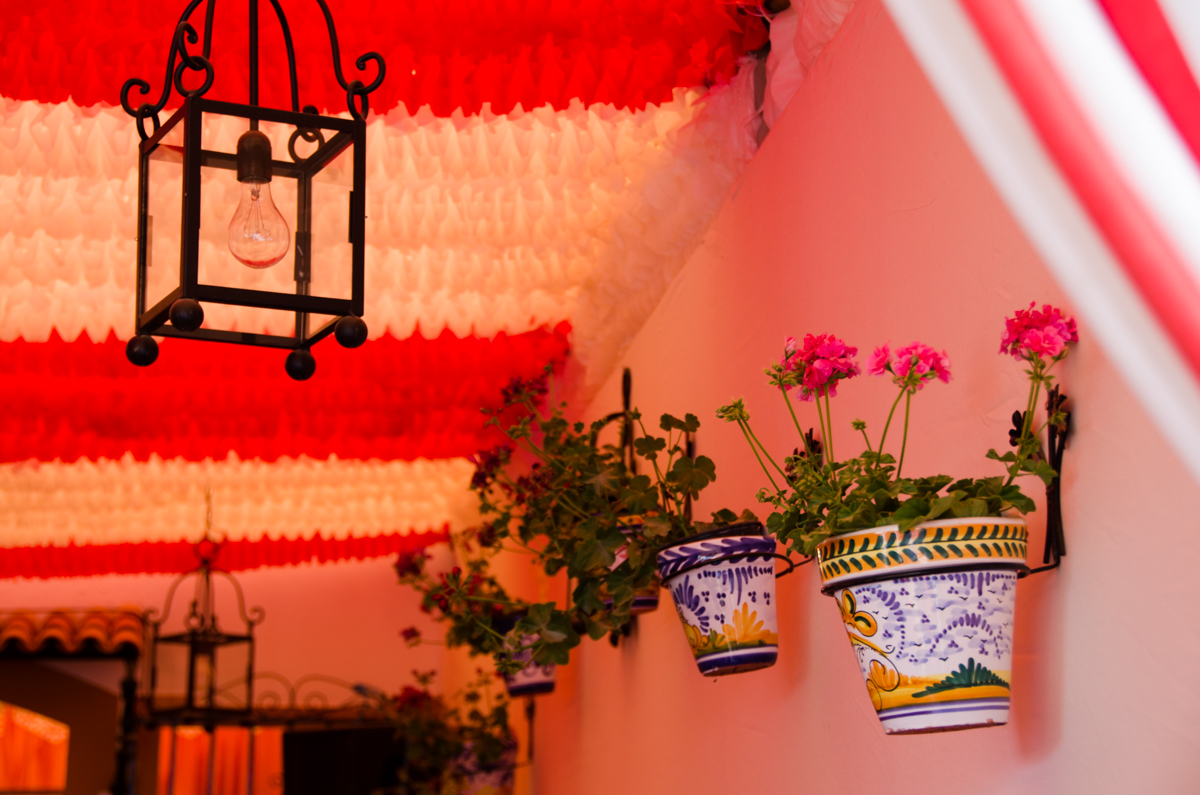
Detalle de la decoración de una caseta, en la Feria de 2012

El Servicio de Fiestas Mayores del Ayuntamiento de la ciudad celebra un Concurso de Exorno de Casetas para premiar a la mejor decorada. En la actualidad el número de casetas que conforman la Feria asciende a 1040. Las casetas suelen tener un tablao para los que bailan sevillanas.
La titularidad de la caseta se rige por el Título II de la Normativa, y se hace mediante licencia municipal. Las casetas suelen ser otorgadas a particulares que las comparten con sus grupos de pares, a entidades públicas y a entidades privadas, como empresas (Carrefour, Dragados y otras) o asociaciones (hermandades, asociaciones de amigos, asociaciones culturales, peñas, etcétera).

### Casetas públicas y privadas
Las casetas de particulares o de entidades privadas no suelen, por costumbre, permitir el acceso a la caseta si no es con invitación o acompañado de algún socio. Sin embargo, las casetas de entidades públicas (como la del Ayuntamiento de Sevilla y los distritos) o las entidades privadas con fines sociales y políticos (como partidos, sindicatos, etcétera) suelen permitir la entrada libre.

## Calles

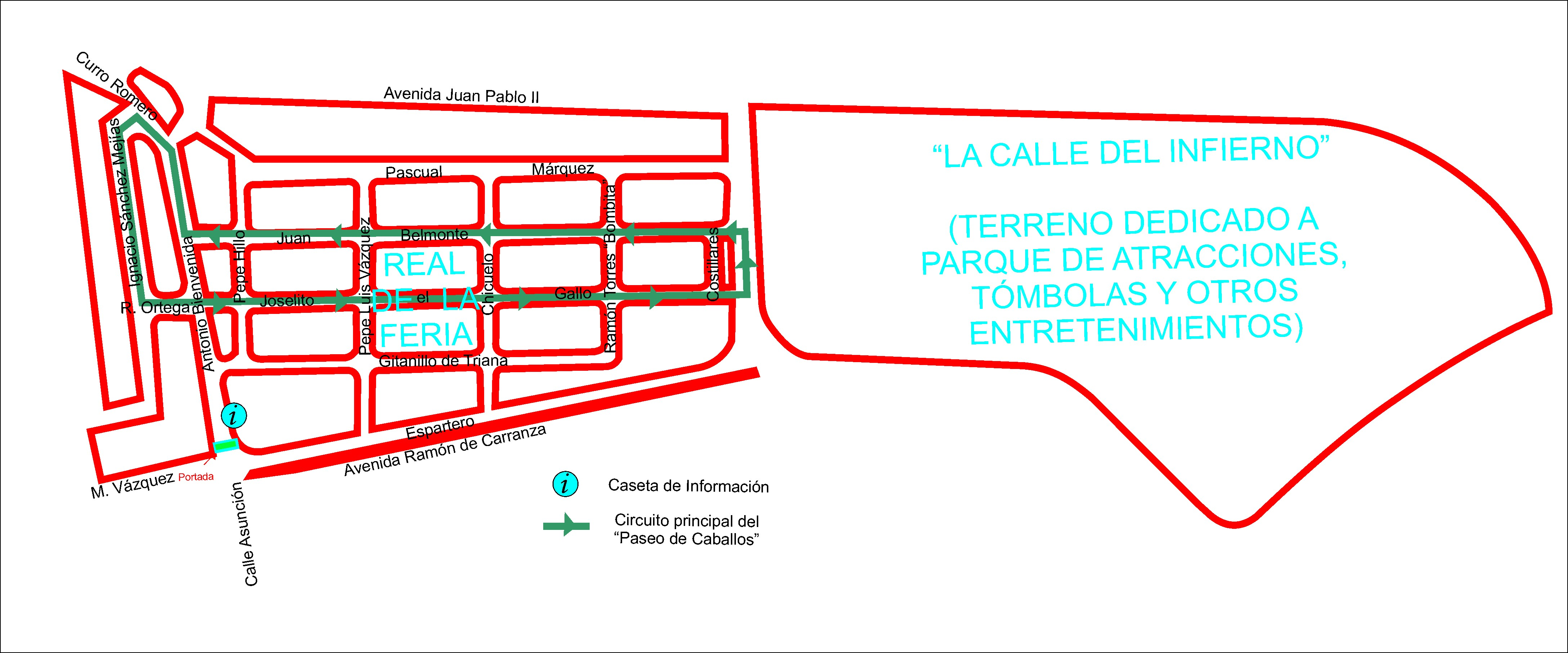
Plano-callejero Feria de Abril de Sevilla

Las calles del Real de la Feria de Abril reciben su denominación de toreros ilustres de la provincia de Sevilla:
- Ricardo Torres Reina "Bombita"
- Curro Romero
- Rafael Gómez Ortega "el Gallo"
- Pascual Márquez Díaz
- José Gómez Ortega "Joselito el Gallo"
- Pepe Luis Vázquez
- Ignacio Sánchez Mejías
- Antonio Bienvenida
- Joaquín Rodríguez "Costillares"
- Francisco Vega de los Reyes "Gitanillo de Triana"
- Manuel García Cuesta "Espartero"
- Manolo Vázquez
- José Delgado Guerra "Pepe Hillo"
- Juan Belmonte
- Manuel Jiménez Moreno "Chicuelo"

## Comer en la feria

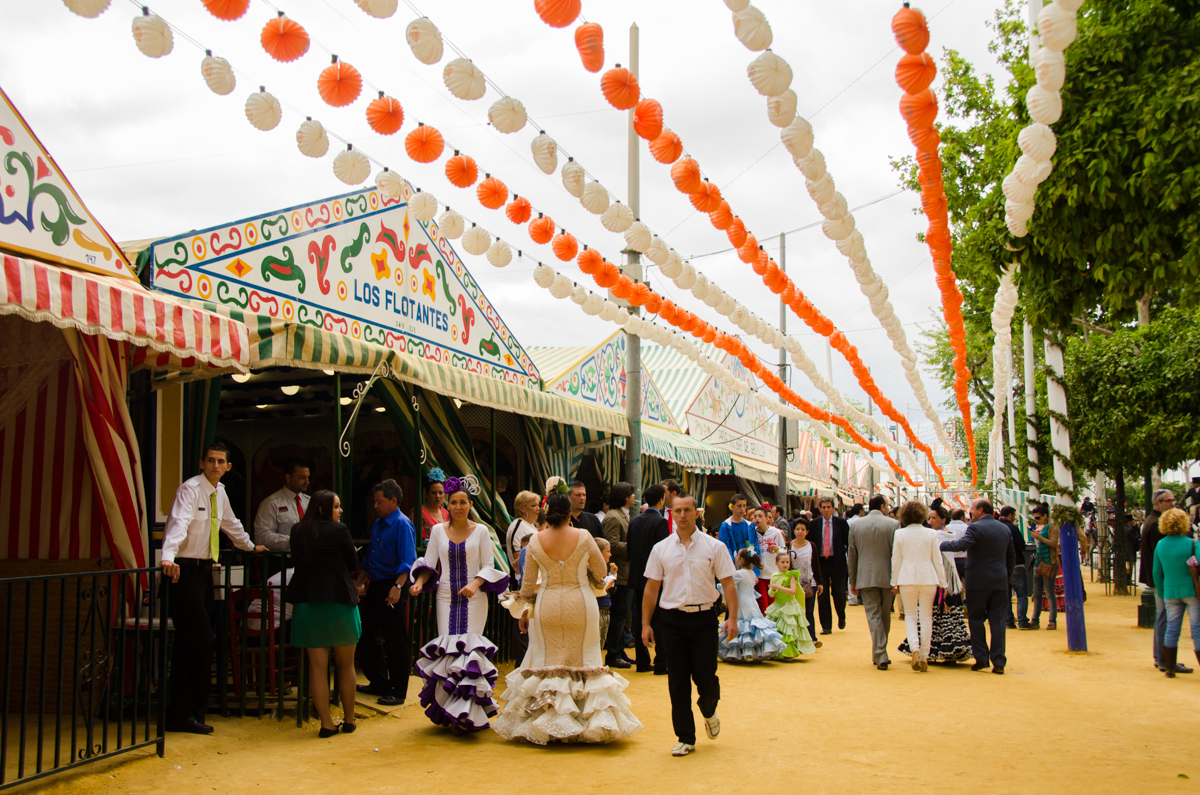
Vista de la calle Juan Belmonte

La denominada noche del pescaíto se celebra la madrugada del lunes al martes, en la que es costumbre servir una selección de frituras de pescado. El resto de los días las casetas suelen servir una oferta de las tapas tradicionales de la ciudad de Sevilla, como pueden ser jamón ibérico, queso y chacinas, marisco, tortilla de patatas. Para el almuerzo es costumbre que en cada caseta se prepare un “guiso” del día como las papas con chocos, los garbanzos con bacalao, la caldereta, y otras comidas típicas de Andalucía.
Los buñuelos o los churros, llamados en Sevilla «calentitos», acompañados de chocolate caliente son también típicos en la feria.

## Manzanilla o vino fino
En la feria, además de comida, también se sirven refrescos y bebidas alcohólicas. Normalmente las casetas tienen grifo y barriles de cerveza, aunque suelen primar los vinos blancos, como el fino de Jerez de la Frontera o la manzanilla de Sanlúcar de Barrameda. Desde los años 2000 se ha popularizado mucho el rebujito.
El rebujito es fino o manzanilla con muchoSprite, o Sprite, que son gaseosas con un cierto sabor a lima-limón, o con gaseosas de otras marcas. Se sirve en jarras de 1 litro acompañada con unos vasos de chupito y normalmente se piden para compartir.

## Traje tradicional

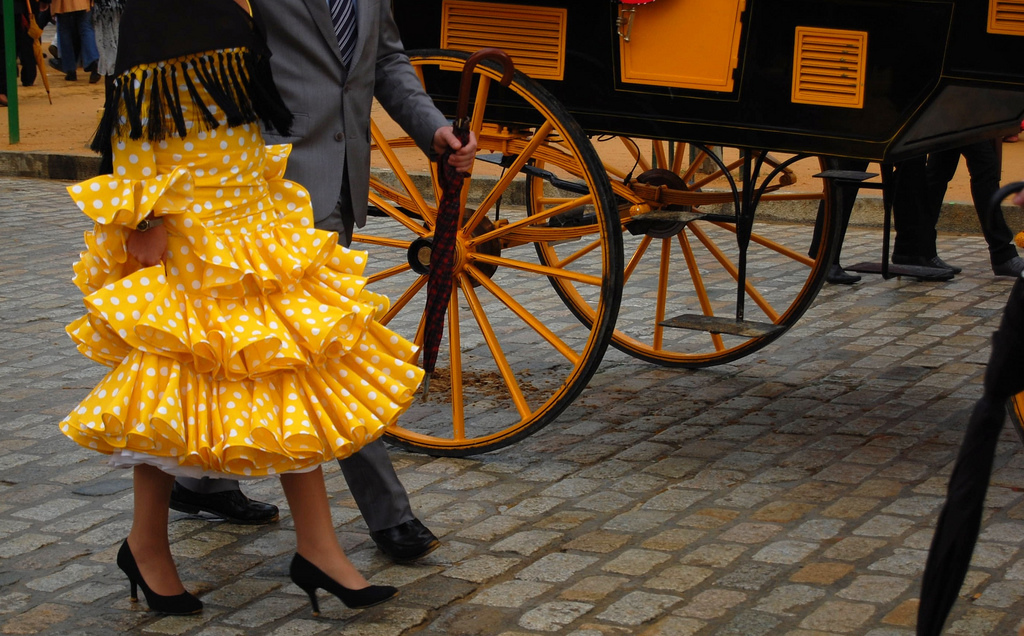

El traje de gitana o flamenca es un traje típico andaluz. En la actualidad su uso es habitual en ferias, romerías y cruces de mayo. Proviene del traje típico de la maja andaluza, que aparece asociado al costumbrismo andaluz desde finales del siglo XVIII. En el siglo XIX se conservan testimonios pictóricos del uso de este traje en las ferias de Mairena del Alcor, Santiponce y Jerez de la Frontera. Aunque el traje de maja era un vestido rústico, desde los comienzos de la Feria de Sevilla, entre 1847 y 1869, algunas muchachas de la urbe desdeñaban la moda de los antiguos miriñaques y acudían vestidas con esta indumentaria: vestidos frescos, claros, con mantones, peineta y flores. En la segunda mitad del siglo XIX la clase burguesa fue apropiándose también el baile que aprendían los gitanos en los corrales y patios de vecinos. En una etapa de consolidación de esta fiesta, entre 1870 y 1909, el traje de maja fue evolucionando hacia el traje de gitana actual.
El nombre del traje proviene del flamenco o gitaneo, que es un tipo de música folclórica con influencias gitanas y árabes.
El traje típico del majo andaluz tenía una abundante decoración. No obstante, en las décadas de 1860 y 1870 los varones fueron abandonado los trajes decorados para ir con trajes de campo más austeros. Este traje campero o traje corto era el usado por los ganaderos. El traje corto también es utilizado en algunas ocasiones por los artistas del flamenco y es frecuente en los grupos rocieros de sevillanas.

## Las sevillanas
La sevillana es un género musical bailable originario de Sevilla. Proviene del contacto de la seguidilla castellano-manchega con la soleá, los fandangos y otros estilos. Desde el siglo XVIII se consideraron un estilo diferente de las seguidillas. En el siglo XIX fue influenciado por los boleros. Desde mediados del siglo XX se han considerado como un estilo del flamenco. Las primeras seguidillas sevillanas se acompañaban de panderos y sonajas, aunque las sevillanas son acompañadas por palmas y castañuelas.

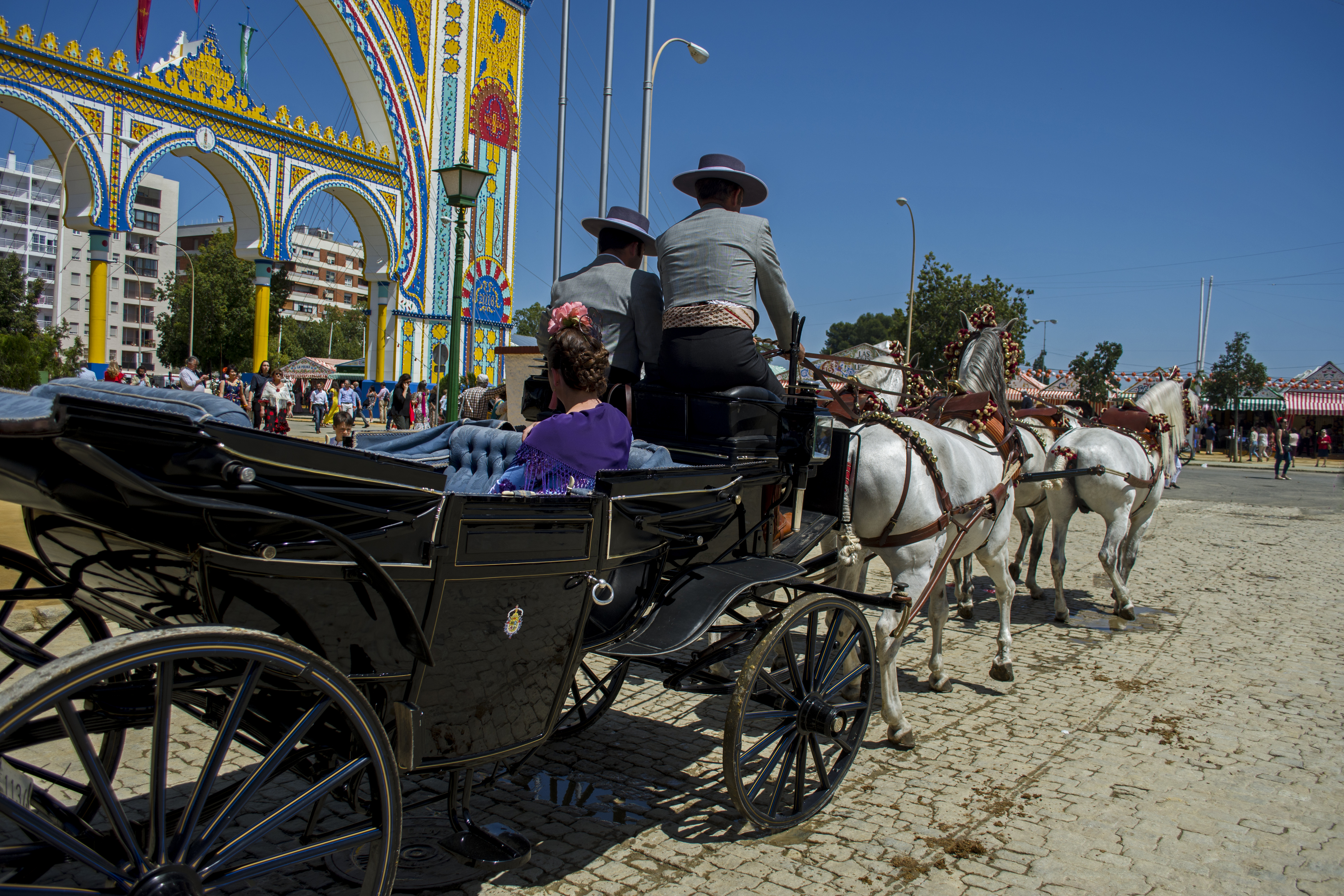

## Paseo de caballos (de carruajes y caballos)
El carruaje es el vehículo de transporte permitido en el Real de la Feria, exceptuando los coches oficiales, los vehículos de sanidad, auxilio y seguridad pública, que sí van motorizados. La ordenanza municipal de 2012 estableció en 1400 matrículas de vehículos que pueden transitar.

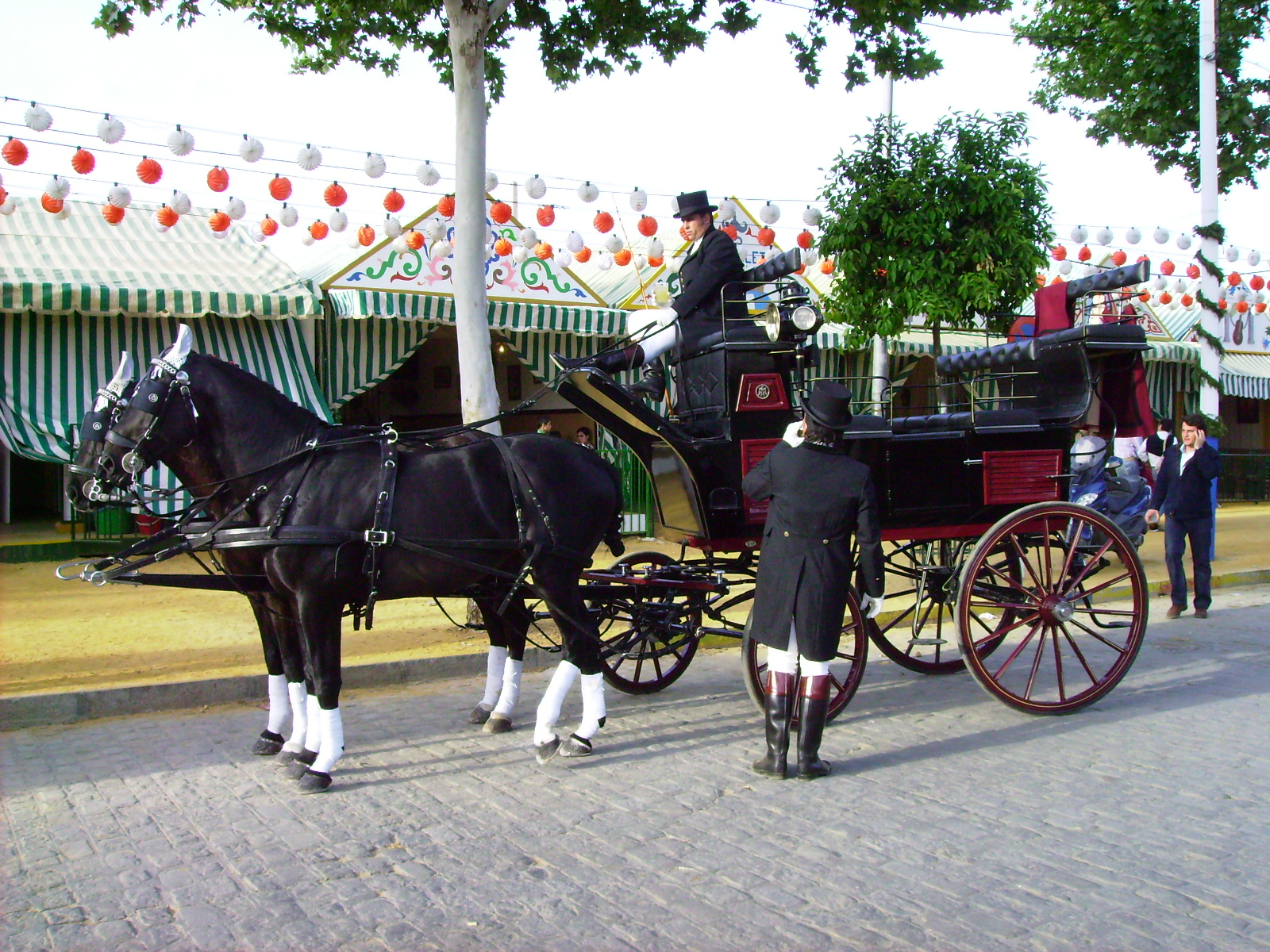
Carruaje de época transitando por la feria

Desde el principio de su existencia el público se trasladaba a la Feria en calesas y jardineras para negociar con el ganado. Los cocheros van cada uno ataviado con sus correspondientes galas, el traje corto y sombrero denominado también de ala ancha, así como los caballos con sus borlas, campanillas y cascabeles. El recorrido de los carros está establecido por varias manzanas de la parte oriental del Real de 12 de la mañana a 8 de la tarde. También acceden al real caballeros y amazonas con sus caballos.
El presente no hace distinción entre unos y otros, siendo arrastrados los carruajes tanto por mulos como por caballos indistintamente, durante la década de 1970 se produjo un descenso del número de coches por diferentes razones, esto influyó en los distintos gremios del sector (guarnicioneros, herradores, carroceros, carpinteros, etc.), quedando muy pocos en activo en estos momentos.
Paralelamente a esta exhibición diaria por el recorrido del Real, también se producen otros en días previstos en la Maestranza de Caballería, gracias a que un grupo formado por personas como Antonio Sánchez Bedoya, Luis Millán y Luis Rivero Merry, que eran grandes aficionados al «arte del enganche» y se preocuparon por recuperar y salvaguardar los coches de caballos, fundaron en 1983 el Real Club de Enganches de Andalucía, por donde pasaron cientos de coches de toda Andalucía con gran valor artístico y económico. En la plaza de toros de la Maestranza se celebra una Exhibición de Enganches organizada por el Real Club de Enganches de Andalucía desde 1984, donde se exhiben carruajes de todos los tiempos, de la aristocracia y burguesía andaluza.

## La «calle del Infierno»

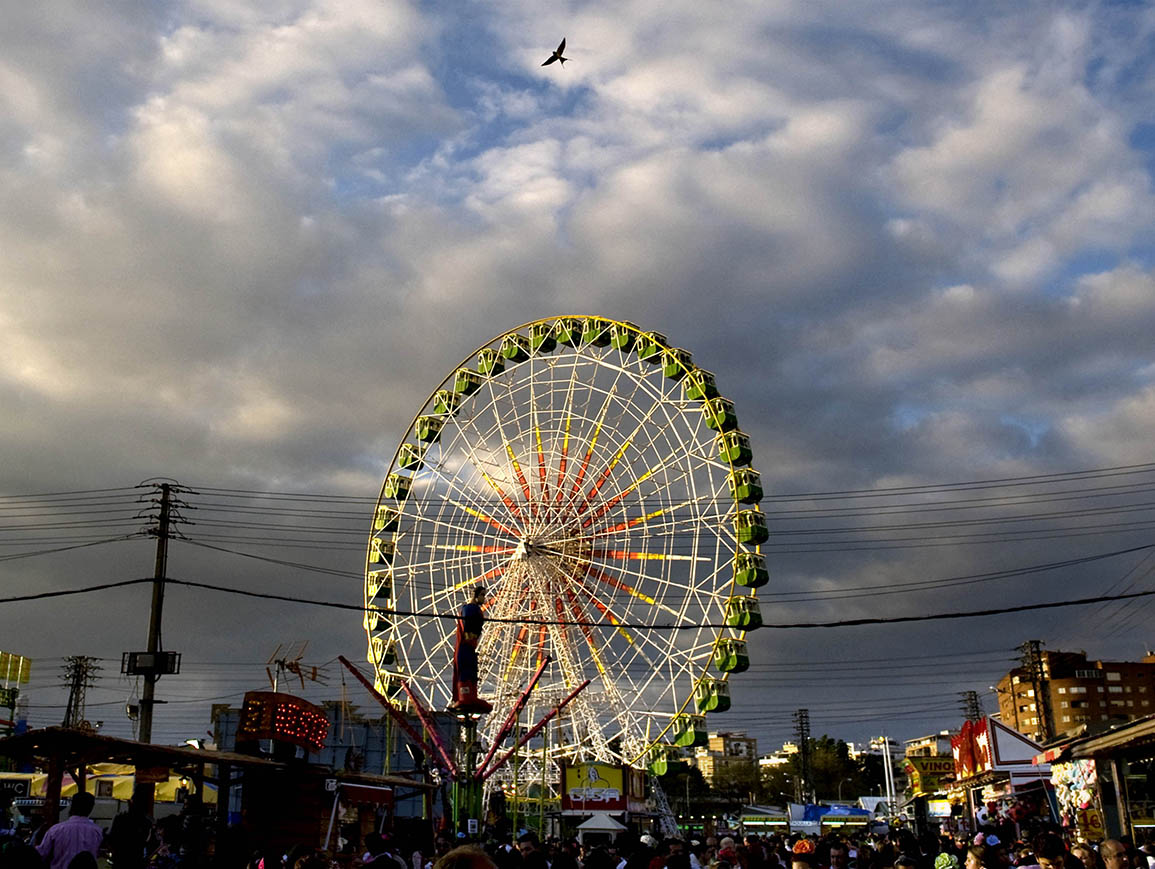
Atracción en la calle Infierno de la feria, al atardecer

Con el nombre de «calle del Infierno», se conoce en Sevilla al parque de atracciones que se instala anexo al Real de la Feria y coincidiendo con su celebración. Las atracciones son tradicionalmente conocidas en la ciudad como cacharritos, y llegan a la ciudad desde diversos puntos de España en número superior a cien, lo que convierte a la «calle del Infierno» en el mayor parque de atracciones efímero del país.

## Los toros
Los espectáculos taurinos han estado unidos a la celebración de la feria desde el comienzo. El día 17 de abril de 1847, un día antes del comienzo de la feria, se programó una corrida de toros. A partir del Domingo de Resurrección, dos semanas antes de la feria, comienza la temporada taurina en la plaza de toros de la Real Maestranza de Caballería. Los carteles (de anuncio) de la temporada taurina son realizados por artistas de reconocido prestigio.
La agrupación musical encargada de la Maestranza es la Banda Maestro Tejera. La Agrupación Musical data del siglo XIX, aunque que en 1910 la funda de manera más estable y sólida el músico Don Manuel Pérez de Tejera. La Banda se consolida en la Semana Santa y en la plaza de toros Monumental de Sevilla. En 1942 pasan a ser la banda titular de la plaza de toros de la Maestranza. En los carteles (o programas) figuran algunos de los mejores matadores del momento, dado el reconocido prestigio de la Plaza, y también se dan cita las mejores ganaderías españolas. El primer festejo asociado a la Feria de Abril se celebró el 18 de abril de 1847.

## La noche

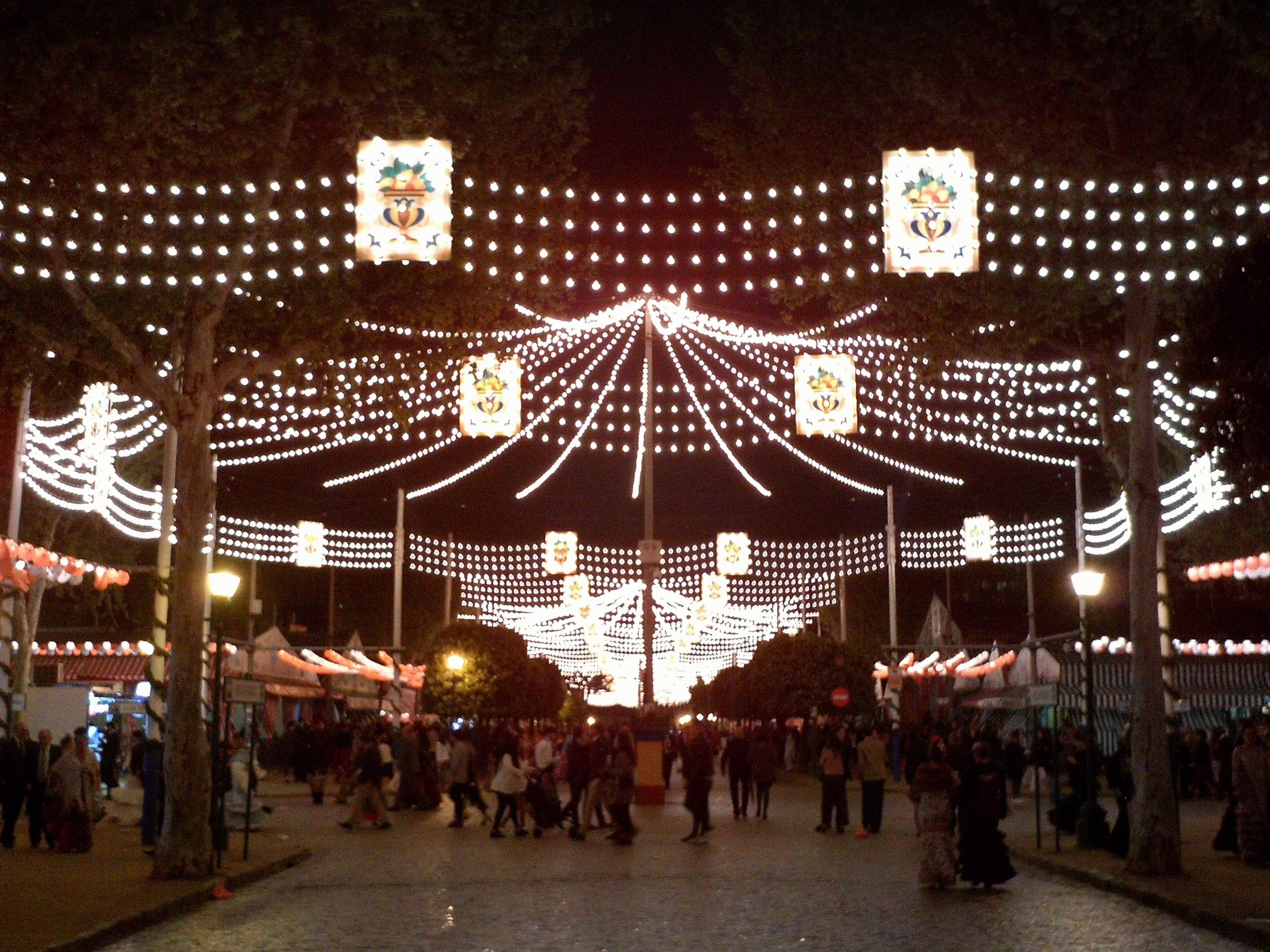
Iluminación por el centro de una de las calles

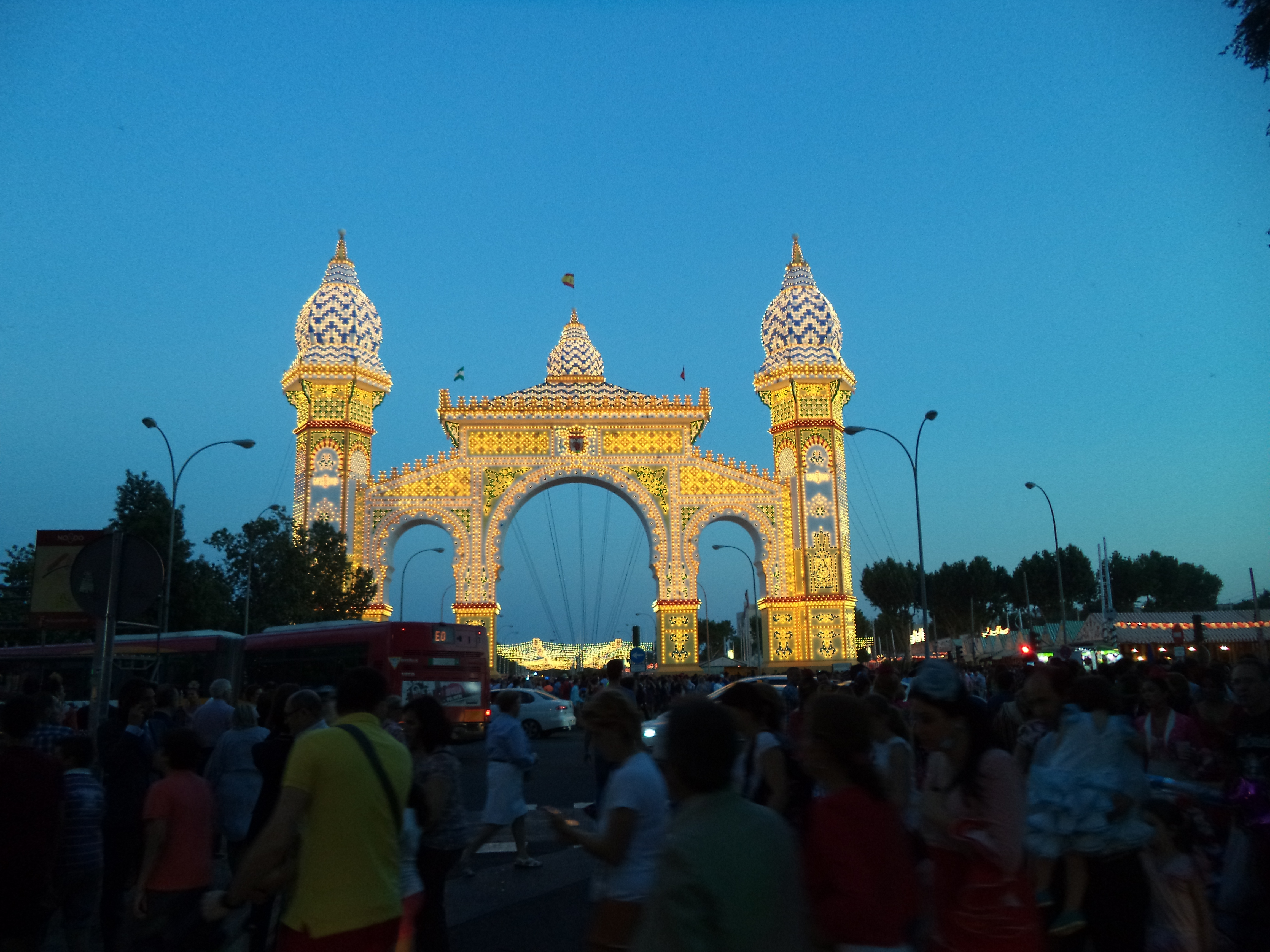
Portada de 2014, al atardecer. La portada de 2014 tuvo un diseño inspirado en los quioscos o puestos del agua que estaban distribuidos por la ciudad a finales del siglo XIX.

Cuando anochece, las calles del Real se iluminan con los farolillos sevillanos con los adornos de bombillas. También las atracciones de feria tienen su propia iluminación. Por la noche no transitan caballos ni carruajes. Las casetas también sirven comida y es habitual cenar, tapear y beber hasta avanzada al noche. También permanecen abiertos los puestos de comida, que además suelen vender churros con chocolate al amanecer.
Desde el 2005 las luces se apagan a las 3 de la mañana, exceptuando el sábado, cuando se mantienen hasta las 6, y el domingo, cuando se apagan a las doce de la noche, coincidiendo con el espectáculo de fuegos artificiales.
El servicio municipal de limpieza, Lipasam, pone en marcha, al igual que en Semana Santa, un plan especial de limpieza. Lipasam se asegura de la limpieza del Real, tanto antes como después de la celebración del evento. En este plan se incluye una limpieza que empieza a realizarse tras la hora habitual del apagado.

## Cronología

### SigloXIX
- 1847-1972. La Feria de Abril se celebraba en el Prado de San Sebastián.
- 1848. Se celebró el lunes, martes y miércoles santos.[76] En esos días apenas procesionaban cofradías.[77]
- 1850. Fue el año con más ganado caballar.[27] Se instalaron 15 puestos de buñuelos en la plaza Maese Rodrigo, 91 puestos para tabernas y puestos de buñuelos en el Real, 2 puestos de tabernas para una calle cercana y 34 puestos de turrón y avellanas en el entorno.[27]
- 1856. Se estudió trasladarla a la zona de plaza de Armas por la posibilidad una riada aunque la mejora del tiempo hizo que, finalmente, se celebrase en el mismo lugar.[78]
- 1863. Se instaló en la zona de las atracciones, por primera vez, el circo Price.[79]
- 1864. Es el primero en el que se cierra la feria con fuegos artificiales.[80]
- 1866. Se cambió la iluminación con petróleo por la iluminación con un sistema de gas.[81]
- 1870. Se le añadieron dos días más de duración, para que los comerciantes pudieran resarcirse de la menor afluencia por la lluvia de los primeros días.[82]
- 1871. Enrique Bonnett propuso al Ayuntamiento un ensayo de alumbrado eléctrico con baterías.[83]
- 1873. La Compañía de Gas no quiso dar sus servicios por impago del Ayuntamiento durante varios años aunque, finalmente, la deuda se solventó.[77]
- 1874. Se colocó una bombilla eléctrica sobre un arco, colocado donde había estado la puerta de San Fernando.[84]
- 1875. Se instaló la primera caseta con armazón de hierro, la del Casino Sevillano.[85]
- 1877. Las lámparas de varias calles fueron cubiertas con farolillos de papel (de estilo veneciano) por vez primera.[86] La feria fue visitada por Isabel II.[87]
- 1883. La reina madre, Isabel II, hizo su segunda visita a la feria.[88]
- 1884. La feria fue visitada por tercera vez por Isabel II.[89][90]
- 1885. Se organizó un desfile militar.[91] Los miembros de caballería llevaron en la punta de las lanzas globos de cristal con una luz y los de infantería llevaban hachones de viento.[92] Se instalaron en la calle San Fernando 34 arcos con globos de cristal con una luz de gas.[93]
- 1886. La feria se retrasó y pasó a celebrarse los días 28, 29 y 30 de abril.[93]
- 1888. Por petición de la Cámara de Comercio, Industria y Navegación,[94] la feria aumentó su duración a cinco días.[95]
- 1893. El Círculo Mercantil de Sevilla, presidido por el alcalde, construyó una caseta más grande y con más ornato. También se construyeron 39 casetas familiares de un tamaño mayor del habitual y mejor decoradas.[96]
- 1894. Se organizó el primer concurso para escoger un cartel anunciador. Se llevó el primer premio, de una cuantía de 500 pesetas, Francisco Candela.[97]
- 1900. Se cambió el sistema de elección del cartel de la feria. En lugar de convocar un concurso, se le encargaría a un autor de reconocido prestigio. Ese año el Ayuntamiento se lo encargó al pintor regionalista Gonzalo Bilbao.[98]

### SigloXX
- 1904. El Círculo Mercantil levantó una caseta de estilo japonés, diseñada por Francisco Anaya.[99] Fue levantada una caseta al estilo de un cortijo andaluz por hermanos Álvarez Quintero y un grupo de socios del Ateneo de Sevilla.[100]
- 1913. Se creó la primera caseta popular, abierta a todo el público.[101] Se hizo un proyecto para nombrar una «Reina de la Feria» que presidiera diversos actos, aunque el proyecto fue rechazado.[101] La dehesa de Tablada, que era el lugar de exposición de ganado bravo para las corridas feriales, dejó de serlo para pasar a la huerta de Tabladilla, junto al paseo de la Palmera.[102]
- 1914. El primer día de feria se inauguró el parque de María Luisa.[103]
- 1916. El rey Alfonso XIII y la reina consorte Victoria Eugenia, que estaban pasando una temporada en la localidad cordobesa de Moratalla, visitaron la feria.[104]
- 1919. El pintor Gustavo Bacarisas realizó el diseño de las nuevas casetas, similares a las que se usan actualmente.[50]
- 1920. Visitaron la feria Alfonso XIII, Victoria Eugenia y Eugenia de Montijo.[105]
- 1921. Se desmontó la Pasarela.[36]
- 1928. La feria fue visitada por los reyes de España, Alfonso XIII y Victoria Eugenia.[36]
- 1930. Coincide con la Exposición Iberoamericana, teniendo que trasladarse fuera de su asentamiento habitual pues parte de éste iba a ser ocupado por dicha exposición. En este año se ubicó en el Sector Sur. Los reyes de España vuelven a visitar la feria al mismo tiempo que visitan la exposición.[42]
- 1931. se proclama la Segunda República, el día 14 de abril, a falta de tres días para la celebración de la fiesta. El Ayuntamiento cambió las banderas del recinto por la tricolor, gastándose 13250 pesetas.[42]
- 1934. Se critica en los periódicos del elevado número de casetas comerciales en comparación con las familiares.[42]
- 1937-1939. Durante la guerra civil española la feria es suspendida, celebrándose únicamente el mercado ganadero.[42]
- 1940. Continúa con su emplazamiento en el Prado de San Sebastián. Manuel Bermudo, delegado de Feria y Festejos, aumenta el carácter mercantil y, al mismo tiempo, fomenta la recuperación de la caseta familiar tradicional.[106]
- 1944. La escasez de gasolina, hizo que volviesen a ser habituales los carruajes de tracción animal.[107]
- 1945. Los niños acogidos en el hospital de San Juan de Dios acudieron de manera colectiva al recinto ferial en camiones del Regimiento de Automovilismo. El Domingo de Resurrección será el 25 de abril, la feria empezó el día 29 y terminó el 2 de mayo.[107]
- 1949. Se instaló por primera una gran portada de la feria.[108]
- 1952. El Ayuntamiento aumentó la duración la fiesta a seis días.[43]
- 1953. Francisco Franco y su esposa, Carmen Polo, visitaron la feria por primera vez.[43]
- 1954. El Real Círculo de Labradores montó su caseta de manera permanente.[43]
- 1956. Francisco Franco y Carmen Polo visitaron por segunda vez la feria.[43]
- 1961. Francisco Franco y Carmen Polo, con su hija y sus nietas, visitaron la feria por tercera vez.[109]
- 1962. La feria se inicia por primera vez los primeros días del mes de mayo, del 1 al 6. Los de la peña «Er 77» propusieron la broma de que el calendario oficial marcase los «días 31, 32, 33, y 34 de abril».[110]
- 1964. Se produjo un incendio en el recinto en el que quedaron destruidas 64 casetas y en el que se produjo un gran número de heridos y el fallecimiento de un anciano.[111]
- 1966. El príncipe de Mónaco y su esposa, Grace Kelly, visitaron la feria. Este año también visitó la feria Jacqueline Kennedy, viuda del presidente de los Estados Unidos, John F. Kennedy.[110] También visitó la feria Miller Nichols, encargado del centro comercial Country Club Plaza de Kansas City, ciudad que se hizo hermana de Sevilla ese año.[112]
- 1967. Francisco Franco y Carmen Polo visitaron la feria por cuarta vez.[110]
- 1968. El entonces príncipe Juan Carlos (actual rey emérito, Juan Carlos I) y su esposa Sofía visitaron la feria por primera vez.[113]
- 1973. Primer año de la feria en el barrio de Los Remedios. Este año se celebra en el mes de mayo, entre los días 1 y 6, y para que siguiera la tradición de ser la «Feria de Abril», se inauguró a las 21 horas del día 30 de abril.[114]
- 1984. Para que la feria pueda comenzar en abril, se adelanta y se inicia el domingo 29 de abril.[44]
- 1990. La Junta de Andalucía prohibió los caballos este año en la Feria de Abril, debido a la peste equina.[115]
- 1999. La argentina Máxima Zorreguieta conoció al entonces príncipe Guillermo de los Países Bajos en la caseta del Club Aero, fundado en 1928. La pareja contrajo matrimonio en 2002.[116]
- 2000. El inicio de la feria se adelantó al domingo 30 de abril a las 23 horas, para que coincidiese (al menos durante una hora) con el mes de abril. Por tanto, la feria ese año tuvo 25 horas más.[117]

### SigloXXI
- 2002. El entonces príncipe Felipe de Borbón visitó la feria y comió en la caseta municipal.[118]
- 2008. Por primera vez se habilitó un espacio para que los feriantes puedan llevar sus trajes de flamenca y de corto para hacer arreglos a algún descosido de forma gratuita. También por primera vez se reparten unas 10 000 pulseras identificativas para localizar a los niños en caso de pérdida.[cita requerida]
- 2011. El Domingo de Resurrección cayó el 24 de abril y se dejó pasar 1 semana antes de la feria. La noche del pescaíto fue el lunes 2 de mayo[119] y la feria terminó el domingo 8 de mayo.[120]
- 2014. El Domingo de Resurrección fue el 20 de abril. El 1 de mayo, festivo, fue jueves. El gobierno municipal tras consultar al sector de la hostelería, situó la feria el 5 de mayo para así aprovechar el puente del 1 de mayo aparte.[121]
- 2017. El Ayuntamiento, tras someterlo a consulta popular, aumentó la duración de la feria en un día y modificó el inicio y final de la fiesta. Desde este año comienza a las cero horas del domingo y termina a la misma hora del domingo siguiente.[47]
- 2018. El ayuntamiento cambia la festividad de San Fernando del 30 de mayo al miércoles 18 de abril, miércoles de feria, fiesta local. La feria taurina se celebra del 1 de abril al 22 de abril.[122]
- 2019. El Domingo de Resurrección fue el 21 de abril. El gobierno municipal propone que a partir de 2019 la feria comience siempre dos semanas después de Semana Santa. Esta decisión no afectará al calendario de la feria taurina que se celebra del 28 de abril al 12 de mayo, ni a la Feria de Jerez que se celebra dos semanas después de la de Sevilla. Por cuarto año, la feria se celebró íntegramente en mayo.[123]

El rey Guillermo de los Países Bajos, su esposa Máxima Zorreguieta y sus tres hijas visitaron la feria.
- 2020. El montaje del recinto ferial quedó paralizado el 15 de marzo debido al confinamiento dictado por el gobierno de España consecuencia de la pandemia por el virus COVID-19. El gobierno local decidió, en un primer momento, trasladar el festejo al mes de septiembre y así recuperar la Feria de San Miguel pero el 20 de abril decidió desmantelar el recinto ferial, incluida la portada y cancelar el festejo ese año de forma definitiva.[124] Fue el primer año de la historia sin ninguna de las denominadas Fiestas Mayores: Feria, Semana Santa y Corpus Christi.[cita requerida]
- 2021. Debido a la evolución de la pandemia del COVID-19, se suspendió por segundo año consecutivo, no obstante el centro de Sevilla se adornó con el alumbrado y farolillos del recinto ferial, para recordar el espíritu de la feria, abriéndose a su vez las atracciones de la calle Infierno al público en el barrio de los Remedios. La empresa Pagés de la Plaza de Toros de Sevilla, planificó una feria taurina más corta de lo habitual con siete corridas de toros y una de rejones, con el aforo reducido al 50% y con todos sus espectadores vacunados o con un test de antígenos negativo, pero debido a los repuntes de los casos de la enfermedad se aplazó hasta septiembre.[125]
- 2022. Después de dos años de pandemia, la feria se volvió a celebrar de manera habitual. Tuvo lugar del 1 al 7 de mayo, realizándose el encendido de la portada diez minutos antes de la medianoche para coincidir con el final del mes de abril.[126]